# Camargo, Cantabria
Camargo à một đô thị thuộc cộng đồng tự trị Cantabria, Tây Ban Nha. Thủ phủ là Muriedas.

## Biến động dân số
| 1900  | 1910  | 1920  | 1930  | 1940   | 1950   | 1960   | 1970   | 1980   | 1990   | 2000   | 2007   |
| ----- | ----- | ----- | ----- | ------ | ------ | ------ | ------ | ------ | ------ | ------ | ------ |
| 4.923 | 6.043 | 7.335 | 9.642 | 10.198 | 10.523 | 12.822 | 15.541 | 18.760 | 20.176 | 22.749 | 30.665 |

Nguồn: INE